# Antônio Hélio Guerra Vieira
Antônio Hélio Guerra Vieira (Guaratinguetá, 14 de junho de 1930 – São Paulo, 2 de junho de 2025) foi um engenheiro e professor universitário brasileiro. Foi reitor da Universidade de São Paulo no período de 1982 a 1986.

## História
Foi professor e diretor da Escola Politécnica da Universidade de São Paulo e fundou o Laboratório de Sistemas Digitais (LSD). Foi presidente da Fundação de Amparo à Pesquisa do Estado de São Paulo (FAPESP) e do Instituto de Engenharia nos anos de 2001 e 2002.
Foi o pesquisador que liderou a construção do primeiro computador brasileiro, nomeado na época como "Patinho Feio".Guerra também participou do grupo que escolheu o PAL-M como tecnologia de televisão em cores para o Brasil.
Em 1977 recebeu o prêmio eminente engenheiro do ano do Instituto de Engenharia.